# Сувон
Сувон (кор. 수원) столиця та найбільше місто провінції Кьонгі Республіки Корея. Населення близько 1,2 млн осіб.
Сувон розташований на 30 кілометрів південніше Сеула. Іноді місто називають столицею корейського футболу — в ньому знаходиться найвідоміша корейська футбольна команда Сувон Самсунг Блювінгз. У місті розташований дослідний центр провідних підрозділів компанії Самсунг Електронікс.

## Історія
У часи Трьох держав на території сучасного Сувона знаходилося поселення, відоме як Мосу, згодом перейменоване на Мехоль. У часи об'єднаної Сілли Мехоль був перейменований в повіт Сусон, а під час правління династії Корьо — в Суджу. Сучасна назва — з 1413 року, статус міста (сі) був отриманий 1949 року.
1796 року король Чонджо зробив невдалу спробу перенести столицю країни в Сувон. Для цього навколо міста була споруджена знаменита Хвасонська фортеця, що зараз занесена до списку Світової культурної спадщини ЮНЕСКО. Фортеця вважається головною історичною та архітектурною пам'яткою міста.

## Географія

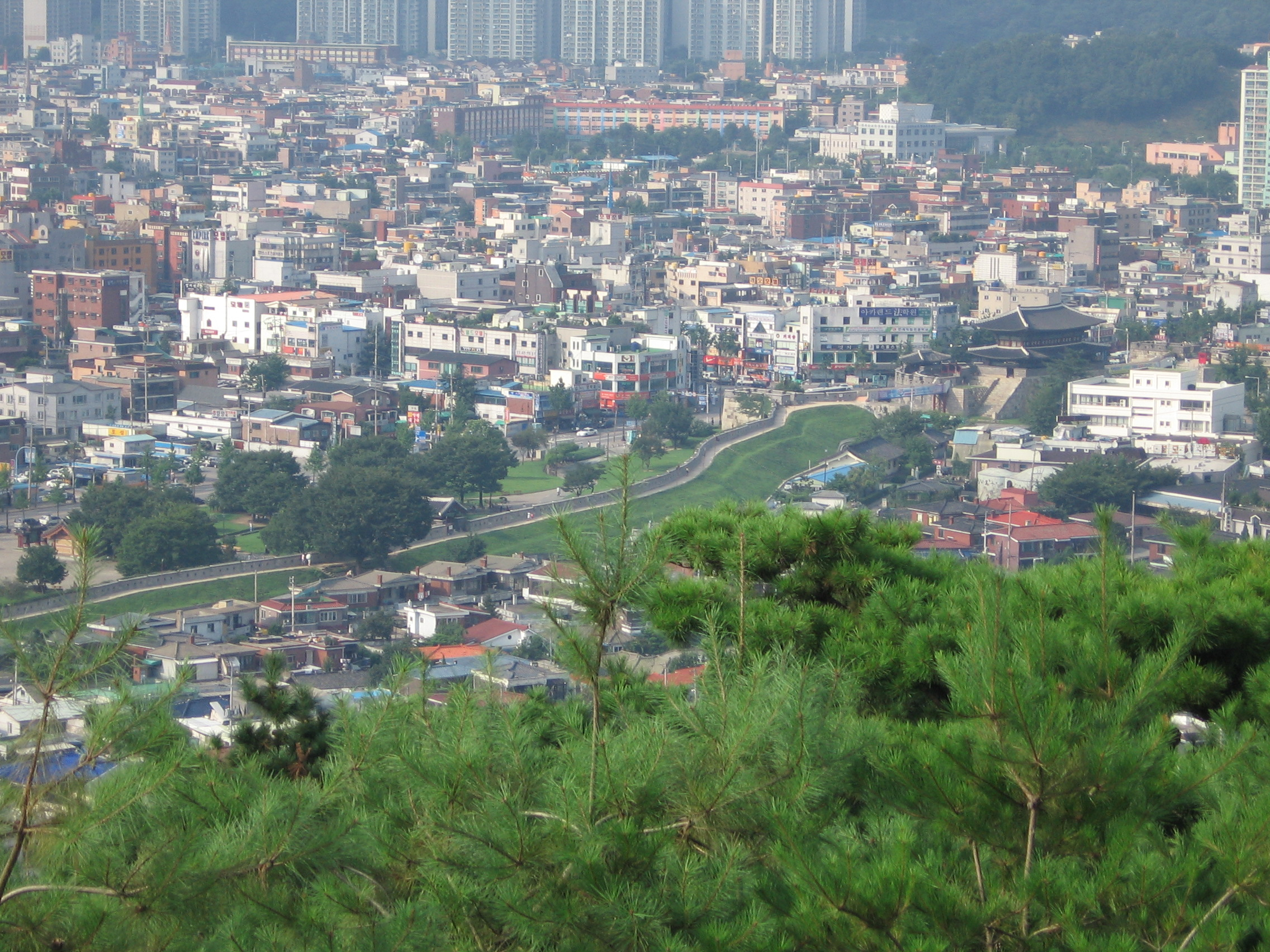
Панорама

Місто розташоване в центральній частині провінції Кьонгі, на півночі межує з Ийваном, На заході — з Аняном, на сході — з Йон'іном, а на півдні — з Хвасоном. Ландшафт переважно горбистий. Кілька озер, найбільше з яких — Вончхон. Найвища точка — гора Пхальдальсан (143 метри).

### Клімат
Місто знаходиться у зоні, котра характеризується вологим континентальним кліматом зі спекотним літом. Найтепліший місяць — липень із середньою температурою 25.6 °C (78 °F). Найхолодніший місяць — січень, із середньою температурою -3.3 °С (26 °F).
| Клімат Сувона           | Клімат Сувона | Клімат Сувона | Клімат Сувона | Клімат Сувона | Клімат Сувона | Клімат Сувона | Клімат Сувона | Клімат Сувона | Клімат Сувона | Клімат Сувона | Клімат Сувона | Клімат Сувона | Клімат Сувона |
| Показник                | Січ.          | Лют.          | Бер.          | Квіт.         | Трав.         | Черв.         | Лип.          | Серп.         | Вер.          | Жовт.         | Лист.         | Груд.         | Рік           |
| Абсолютний максимум, °C | 12            | 18            | 20            | 28            | 32            | 35            | 37            | 37            | 32            | 28            | 22            | 17            | 37            |
| Середній максимум, °C   | 1             | 3             | 10            | 17            | 22            | 26            | 28            | 29            | 25            | 19            | 11            | 3             | 16            |
| Середня температура, °C | −3            | −1            | 5             | 11            | 17            | 22            | 25            | 25            | 20            | 13            | 6             | 0             | 12            |
| Середній мінімум, °C    | −7            | −5            | 0             | 5             | 11            | 17            | 21            | 21            | 15            | 8             | 1             | −5            | 7             |
| Абсолютний мінімум, °C  | −26           | −20           | −11           | −2            | 1             | 8             | 13            | 12            | 3             | −2            | −11           | −22           | −26           |
| Днів з опадами          | 11            | 9             | 10            | 10            | 10            | 12            | 18            | 15            | 10            | 9             | 11            | 13            | 138           |
| Днів з дощем            | 4             | 5             | 9             | 10            | 10            | 12            | 18            | 15            | 10            | 9             | 10            | 7             | 119           |
| Днів зі снігом          | 9             | 6             | 3             | 0             | 0             | 0             | 0             | 0             | 0             | 0             | 2             | 7             | 27            |
| ----------------------- | ------------- | ------------- | ------------- | ------------- | ------------- | ------------- | ------------- | ------------- | ------------- | ------------- | ------------- | ------------- | ------------- |
| Джерело: Weatherbase    |               |               |               |               |               |               |               |               |               |               |               |               |               |

## Економіка
Сувон — один з найбільших промислових центрів Кореї. Головні галузі економіки — електроніка, текстильна промисловість, хімічна промисловість, металургія, паперова промисловість та ін
Річний бюджет міста становить бл. 1 млрд доларів США.

## Адміністративний поділ
Місто поділено на 4 округи (ку, гу) : Чан'ангу, Хвасогу, Йонтхонгу та Пхальдальгу. Найновішим з районів є Йонтхонгу, що відокремився від Пхальдальгу 2003 року. Ці округу в свою чергу розділені на 42 району (тони, дона).
До найвідоміших районів Сувона належать Метхан-Самдон, де розташовується дослідний центр Самсунга.

## Освіта
Серед вищих навчальних закладів Сувона — Університет Аджу, Медичний Університет тоннам, Університет Електроніки Кукче, Теологічна Семінарія Хаптон, Університет Кенги, Університет Кенхі, Сувонський Католицький Університет, Сувонський Науковий Коледж, Сувонський Жіночий Університетський та Сувонський Університет. Також в Сувоні знаходиться сільськогосподарський кампус Сеульського Національного Університету та кампус природничих наук Університету Сонгюнгван.

## Туризм та пам'ятки
- Фортеця Хвасон в центрі міста[12].
- В Сувоні знаходиться стадіон, на якому проходив чемпіонат світу з футболу 2002 року. Цей стадіон також є домашнім стадіоном для місцевої футбольної команди.

## Кухня
Сувон відомий особливим варіантом традиційної корейської страви кальбі — Сувонські кальбі. Кальбі — корейська страва, яка готуєть на грилі з яловичих ребер.

## Відомі жителі
Відомі особистості, пов'язані з містом:
- Пак Чі Сон — футболіст команди Манчестер Юнайтед;
- Чан Хан На — відома віолончелістка.
- Чон Хьон — тенісист, переможець першого в історії турніру Фінал Наступного Покоління ATP.

### Уродженці
- На Хє Сок (1896—1948) — корейська художниця, поетеса і письменниця.

## Транспорт
Сувон — великий транспортний вузол та велика станція залізничної лінії Сеул-Пусан. Декілька ліній сеульського метрополітену також обслуговують Сувон. Головна траса країни автомагістраль Сеул-Пусан також проходить через Сувон. До найближчих аеропортів Інчхон (міжнародний) та Кімпхо (внутрішній) існує автобусне сполучення.

## Символи
Як й інші міста й повіти Південної Кореї, Сувон має декілька символів:
- Дерево: сосна
- Квітка: азалія
- Маскот: веселий світлячок, що символізує чистоту та красу міста.

## Міста-побратими
Сувон є містом-побратимом таких міст:
- Асахикава, Японія (1989)
- Цзинань, КНР (1993)
- Таунсвілл, Австралія (1997)
- Бандунг, Індонезія (1997)
- Берлін, Німеччина (1997)
- Клуж-Напока, Румунія (1999)
- Толука-де-Лердо, Мексика (1999)
- Ялова, Туреччина (1999)
- Фес, Марокко (2003)
- Хайзионг, В'єтнам (2004)
- Сієм Ріп, Камбоджа (2004)
- Хайдарабад, Індія (2005)
- Нижній Новгород, Росія (2005)
- Куритиба, Бразилія (2006)

Дружнє місто:  Фукуї, Японія.

## Галерея

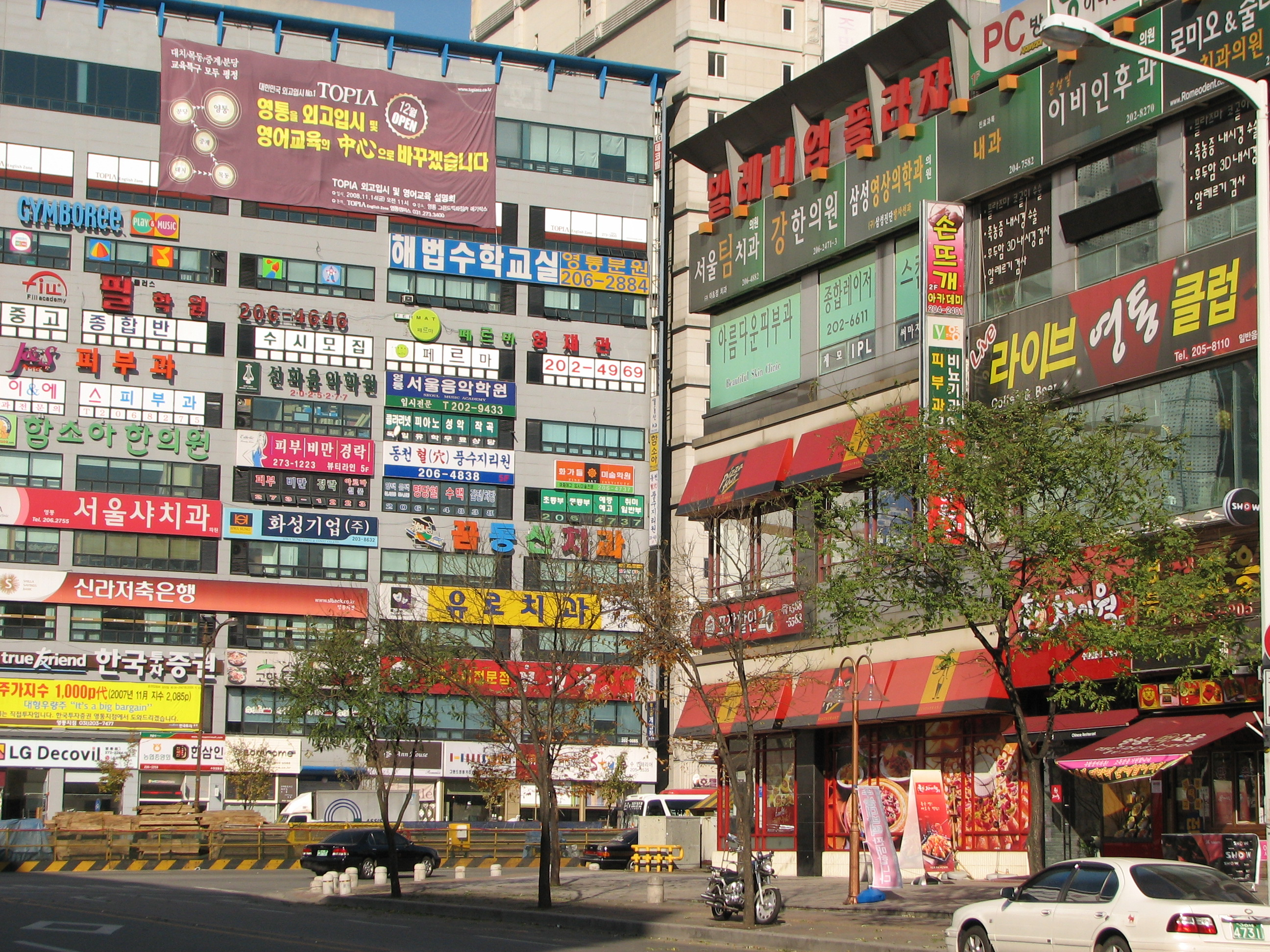
Сувон, один із сучасних кварталів.
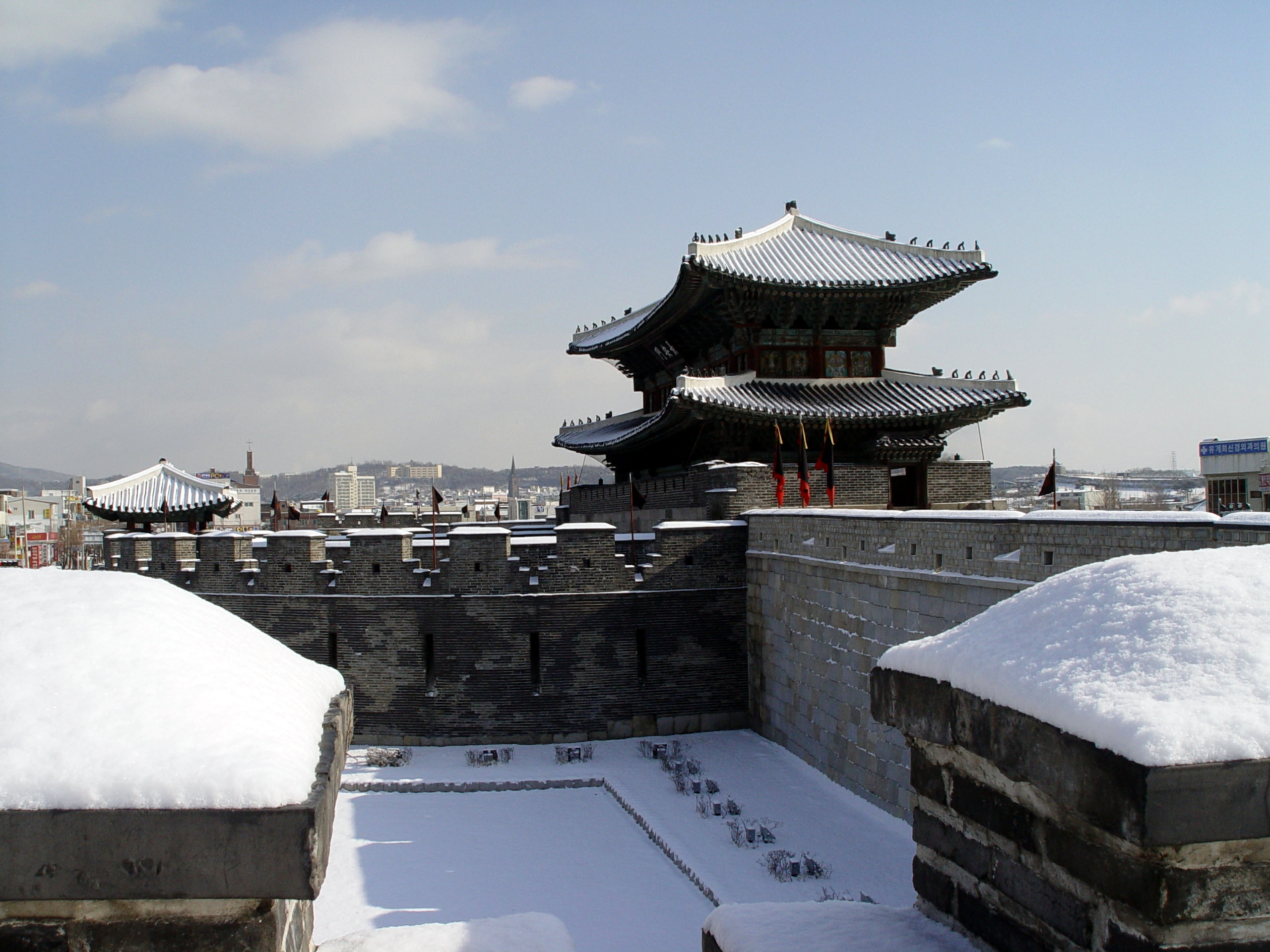
Фортеця Хвасон.
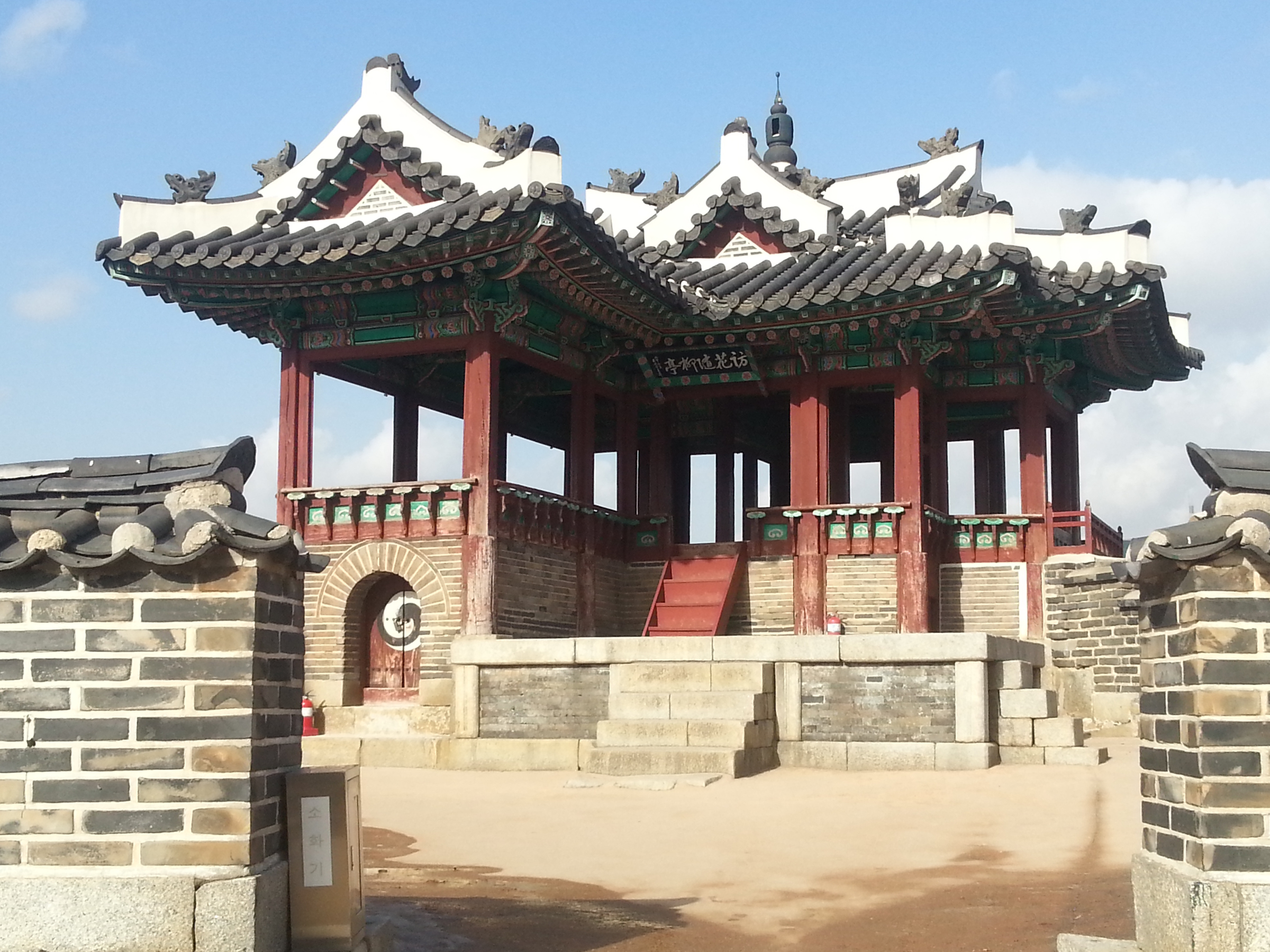
Сувонський фортечний мур.
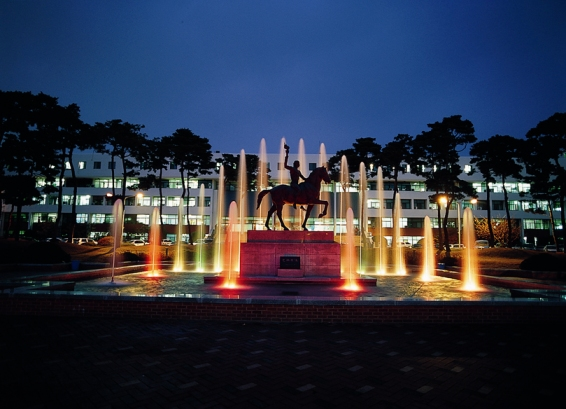
Подвір'я університету Аджу.
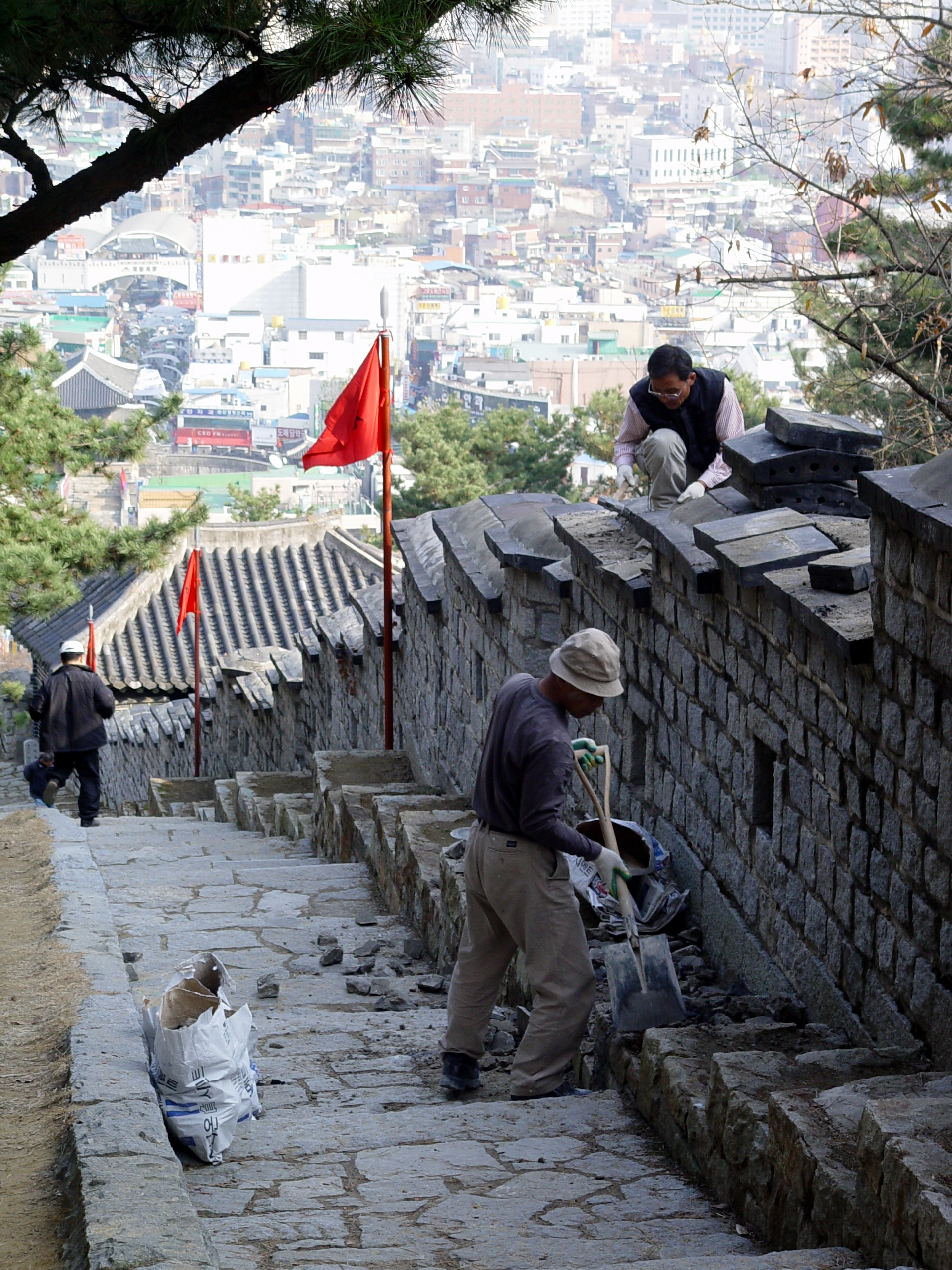
Реставраційні роботи на фортечному мурі.
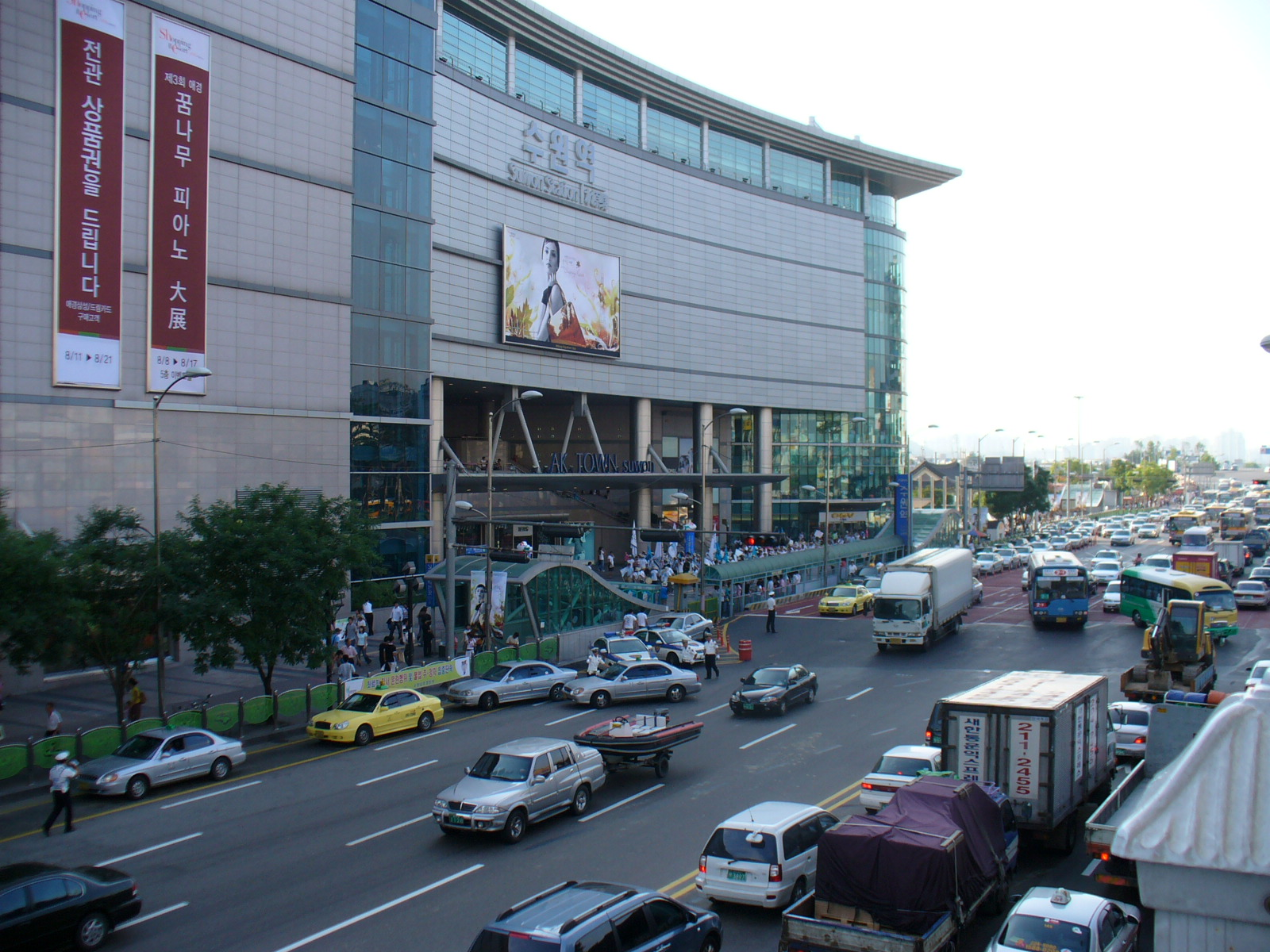
Залізнична станція «Сувон»